# Pallers de Pubill
Els Pallers de Pubill és una obra de Barruera, al municipi de la Vall de Boí (Alta Ribagorça) inclosa a l'Inventari del Patrimoni Arquitectònic de Catalunya.

## Descripció
Pallers en angle formant un pati per a les quadres inferiors. Orientats cap a migjorn i ponent, tenen dus estructures diferenciades i amb tipologia constructiva caracteritzada pel cavall d'un dos puntals, que soporten les bigues mestres i sabatera de la coberta. S'utilitzen com a quadra a la part inferior i com a paller i secador d'herba a la part superior. L'embigat és de trèmol i avet.